# Série 011 a 014 da CP
A Série 011 a 014 foi um tipo de locomotiva a tracção a vapor, utilizada pelos Caminhos de Ferro do Estado e pela Companhia dos Caminhos de Ferro Portugueses.